# Associazione Sportiva Volley Lube 2020-2021
Questa voce raccoglie le informazioni riguardanti l'Associazione Sportiva Volley Lube nelle competizioni ufficiali della stagione 2020-2021.

## Stagione
Nella stagione 2020-21 l'Associazione Sportiva Volley Lube assume la denominazione sponsorizzata di Cucine Lube Civitanova.
Arriva in finale nella Supercoppa italiana, sconfitta dalla Sir Safety Perugia.
Partecipa per la ventiseiesima volta alla Superlega; chiude la regular season di campionato al secondo posto in classifica, qualificandosi per i play-off scudetto: vince il suo sesto scudetto ai danni dalla Sir Safety Perugia.
Vince la Coppa Italia grazie al successo finale sulla Sir Safety Perugia.
Partecipa inoltre alla Champions League: superata la fase a gironi con il secondo posto in classifica nel proprio raggruppamento, viene eliminata dalla competizione ai quarti di finale a seguito della sconfitta al golden set, dopo aver vinto una gara a testa, dallo ZAKSA.

## Organigramma societario
Area direttiva
- Presidente: Simona Sileoni
- Presidente onorario: Fabio Giulianelli, Luciano Sileoni
- Vicepresidente: Albino Massaccesi
- Team manager: Matteo Carancini
- Segreteria generale: Sonia Emiliozzi
- Direttore sportivo: Giuseppe Cormio
- Responsabile logistica: Claudio Leonardi

Area tecnica
- Allenatore: Ferdinando De Giorgi (fino al 25 febbraio 2021), Gianlorenzo Blengini (dal 26 febbraio 2021)
- Allenatore in seconda: Nicola Giolito (fino al 25 febbraio 2021), Enrico Massaccesi (dal 2 marzo 2021)
- Assistente allenatori: Enrico Massaccesi (fino al 1º marzo 2021), Alessandro Paparoni, Alessandro Zarroli
- Scout man: Alessandro Zarroli
- Responsabile settore giovanile: Giampiero Freddi

Area comunicazione
- Ufficio stampa: Carlo Perri
- Relazioni esterne: Marco Tentella
- Account: Chiara Ubaldi
- Responsabile rapporti sponsor: Mirko Giardetti
- Webmaster: Mirko Giardetti

Area marketing
- Ufficio marketing: Paolo Prenna

Area sanitaria
- Medico: Mariano Avio, Danilo Compagnucci
- Preparatore atletico: Massimo Merazzi
- Fisioterapista: Marco Frontaloni, Tommaso Pagnanelli
- Nutrizionista: Alessandro Marinelli
- Consulente ortopedico: Massimo Balsano

## Rosa
| N° | Nome              | Ruolo | Data di nascita   | Nazionalità sportiva |
| -- | ----------------- | ----- | ----------------- | -------------------- |
| 2  | Jiří Kovář        | S     | 10 aprile 1989    | Italia               |
| 4  | Andrea Marchisio  | L     | 6 novembre 1990   | Italia               |
| 5  | Osmany Juantorena | S     | 12 agosto 1985    | Italia               |
| 7  | Fabio Balaso      | L     | 20 ottobre 1995   | Italia               |
| 9  | Yoandy Leal       | S     | 31 agosto 1988    | Brasile              |
| 10 | Jacopo Larizza    | C     | 22 agosto 1998    | Italia               |
| 11 | Kamil Rychlicki   | O     | 1º novembre 1996  | Lussemburgo          |
| 12 | Enrico Diamantini | C     | 4 aprile 1993     | Italia               |
| 13 | Robertlandy Simón | C     | 11 giugno 1987    | Cuba                 |
| 15 | Luciano De Cecco  | P     | 2 giugno 1988     | Argentina            |
| 17 | Simone Anzani     | C     | 24 febbraio 1992  | Italia               |
| 18 | Marco Falaschi    | P     | 18 settembre 1987 | Italia               |
| 22 | Jan Hadrava       | O     | 3 giugno 1991     | Rep. Ceca            |
| 23 | Marlon Yant       | S     | 23 maggio 2001    | Cuba                 |

## Mercato
| Acquisti | Acquisti         | Acquisti           | Acquisti   |
| R.       | Nome             | da                 | Modalità   |
| -------- | ---------------- | ------------------ | ---------- |
| P        | Luciano De Cecco | Sir Safety Perugia | definitivo |
| P        | Marco Falaschi   | Emma Villas        | definitivo |
| O        | Jan Hadrava      | AZS Olsztyn        | definitivo |
| C        | Jacopo Larizza   | Lupi Santa Croce   | definitivo |
| S        | Marlon Yant      | Chaumont           | definitivo |

| Cessioni | Cessioni         | Cessioni       | Cessioni   |
| R.       | Nome             | a              | Modalità   |
| -------- | ---------------- | -------------- | ---------- |
| C        | Mateusz Bieniek  | Skra Bełchatów | prestito   |
| P        | Stijn D'Hulst    | Roeselare      | definitivo |
| P        | Bruno de Rezende | Funvic         | definitivo |
| O        | Amir Ghafour     | -              | svincolato |
| S        | Jacopo Massari   | Solhan         | definitivo |

## Risultati

### Superlega

#### Girone di andata
| 1ª giornata - 28 settembre 2020 PalaOlimpia, Verona               | NBV                | 0 - 3 | Lube               | 23-25, 20-25, 21-25               |
| 2ª giornata - 4 ottobre 2020 PalaCivitanova, Civitanova Marche    | Lube               | 3 - 2 | Porto Robur Costa  | 23-25, 25-22, 25-14, 23-25, 15-9  |
| 3ª giornata - 7 ottobre 2020 PalaCivitanova, Civitanova Marche    | Lube               | 3 - 0 | Trentino           | 25-15, 26-24, 25-18               |
| 4ª giornata - 11 ottobre 2020 Palazzetto dello Sport, Monza       | Milano             | 0 - 3 | Lube               | 21-25, 23-25, 20-25               |
| 5ª giornata - 14 ottobre 2020 PalaBanca, Piacenza                 | You Energy         | 1 - 3 | Lube               | 29-31, 21-25, 25-20, 23-25        |
| 6ª giornata - 18 ottobre 2020 PalaCivitanova, Civitanova Marche   | Lube               | 3 - 0 | Padova             | 25-11, 25-20, 25-14               |
| 7ª giornata - 25 ottobre 2020 PalaCivitanova, Civitanova Marche   | Lube               | 3 - 0 | Powervolley Milano | 25-20, 26-24, 25-22               |
| 8ª giornata - 31 ottobre 2020 PalaPanini, Modena                  | Modena             | 0 - 3 | Lube               | 24-26, 22-25, 23-25               |
| 9ª giornata - 2 dicembre 2020 PalaCivitanova, Civitanova Marche   | Lube               | 3 - 0 | Top Volley Latina  | 25-23, 25-15, 25-17               |
| 10ª giornata - 23 dicembre 2020 PalaEvangelisti, Perugia          | Sir Safety Perugia | 2 - 3 | Lube               | 25-22, 28-30, 18-25, 25-18, 12-15 |
| 11ª giornata - 15 novembre 2020 PalaCivitanova, Civitanova Marche | Lube               | 1 - 3 | Callipo            | 23-25, 25-18, 20-25, 23-25        |

#### Girone di ritorno
| 12ª giornata - 28 novembre 2020 PalaCivitanova, Civitanova Marche         | Lube               | 3 - 1 | NBV                | 25-17, 25-12, 19-25, 25-13        |
| 13ª giornata - 5 dicembre 2020 PalaDeAndré, Ravenna                       | Porto Robur Costa  | 2 - 3 | Lube               | 25-21, 25-23, 21-25, 20-25, 8-15  |
| 14ª giornata - 14 dicembre 2020 PalaTrento, Trento                        | Trentino           | 3 - 0 | Lube               | 25-22, 25-23, 25-22               |
| 15ª giornata - 21 dicembre 2020 PalaCivitanova, Civitanova Marche         | Lube               | 3 - 1 | Milano             | 25-20, 25-19, 22-25, 25-23        |
| 16ª giornata - 5 gennaio 2020 PalaCivitanova, Civitanova Marche           | Lube               | 3 - 1 | You Energy         | 25-19, 22-25, 25-20, 25-19        |
| 17ª giornata - 2 gennaio 2021 PalaSanLazzaro, Padova                      | Padova             | 0 - 3 | Lube               | 23-25, 22-25, 18-25               |
| 18ª giornata - 10 gennaio 2021 Palalido, Milano                           | Powervolley Milano | 2 - 3 | Lube               | 21-25, 32-30, 25-23, 22-25, 10-15 |
| 19ª giornata - 16 gennaio 2021 PalaCivitanova, Civitanova Marche          | Lube               | 3 - 2 | Modena             | 25-20, 28-30, 25-19, 16-25, 15-10 |
| 20ª giornata - 24 gennaio 2021 Palazzetto dello Sport, Cisterna di Latina | Top Volley Latina  | 0 - 3 | Lube               | 18-25, 18-25, 21-25               |
| 21ª giornata - 3 febbraio 2021 PalaCivitanova, Civitanova Marche          | Lube               | 2 - 3 | Sir Safety Perugia | 25-21, 23-25, 25-23, 20-25, 14-16 |
| 22ª giornata - 6 febbraio 2021 PalaMaiata, Vibo Valentia                  | Callipo            | 3 - 2 | Lube               | 22-25, 21-25, 25-22, 25-21, 15-10 |

#### Play-off scudetto
| Quarti di finale (gara 1) - 14 marzo 2021 PalaCivitanova, Civitanova Marche | Lube               | 3 - 0 | Modena             | 25-17, 33-31, 25-20               |
| Quarti di finale (gara 2) - 17 marzo 2021 PalaPanini, Modena                | Modena             | 1 - 3 | Lube               | 25-22, 22-25, 20-25, 22-25        |
| Semifinali (gara 1) - 28 marzo 2021 PalaCivitanova, Civitanova Marche       | Lube               | 2 - 3 | Trentino           | 25-23, 21-25, 25-21, 24-26, 12-15 |
| Semifinali (gara 2) - 1º aprile 2021 PalaTrento, Trento                     | Trentino           | 0 - 3 | Lube               | 23-25, 23-25, 17-25               |
| Semifinali (gara 3) - 4 aprile 2021 PalaCivitanova, Civitanova Marche       | Lube               | 3 - 1 | Trentino           | 25-27, 25-22, 25-17, 25-21        |
| Semifinali (gara 4) - 7 aprile 2021 PalaTrento, Trento                      | Trentino           | 0 - 3 | Lube               | 19-25, 23-25, 23-25               |
| Finale (gara 1) - 14 aprile 2021 PalaEvangelisti, Perugia                   | Sir Safety Perugia | 1 - 3 | Lube               | 23-25, 25-22, 20-25, 20-25        |
| Finale (gara 2) - 18 aprile 2021 PalaCivitanova, Civitanova Marche          | Lube               | 2 - 3 | Sir Safety Perugia | 25-21, 21-25, 25-27, 25-23, 12-15 |
| Finale (gara 3) - 21 aprile 2021 PalaEvangelisti, Perugia                   | Sir Safety Perugia | 0 - 3 | Lube               | 20-25, 18-25, 14-25               |
| Finale (gara 4) - 24 aprile 2021 PalaCivitanova, Civitanova Marche          | Lube               | 3 - 1 | Sir Safety Perugia | 25-20, 25-22, 21-25, 25-21        |

### Coppa Italia
| Quarti di finale - 27 gennaio 2021 PalaCivitanova, Civitanova Marche | Lube | 3 - 0 | Padova             | 25-13, 25-12, 25-16        |
| Semifinali - 30 gennaio 2021 Unipol Arena, Casalecchio di Reno       | Lube | 3 - 0 | Modena             | 27-25, 25-22, 25-21        |
| Finale - 31 gennaio 2021 Unipol Arena, Casalecchio di Reno           | Lube | 3 - 1 | Sir Safety Perugia | 25-17, 18-25, 25-17, 25-17 |

### Supercoppa italiana
| Semifinali (andata) - 13 settembre 2020 PalaTrento, Trento                 | Trentino | 3 - 2 | Lube               | 21-25, 25-19, 16-25, 25-21, 15-9                    |
| Semifinali (ritorno) - 20 settembre 2020 PalaCivitanova, Civitanova Marche | Lube     | 3 - 2 | Trentino           | 25-18, 22-25, 25-19, 20-25, 15-11 Golden set: 15-12 |
| Finale - 25 settembre 2020 PalaOlimpia, Verona                             | Lube     | 2 - 3 | Sir Safety Perugia | 25-22, 23-25, 19-25, 25-19, 14-16                   |

### Champions League

#### Fase a gironi
| 1ª giornata - 8 dicembre 2020 Salle Robert-Grenon, Tours  | Lube               | 3 - 1 | Sir Safety Perugia | 25-22, 22-25, 25-20, 25-23 |
| 2ª giornata - 9 dicembre 2020 Salle Robert-Grenon, Tours  | Tours              | 0 - 3 | Lube               | 21-25, 23-25, 23-25        |
| 3ª giornata - 10 dicembre 2020 Salle Robert-Grenon, Tours | Arkas              | 0 - 3 | Lube               | 0-25, 0-25, 0-25           |
| 4ª giornata - 9 febbraio 2021 PalaEvangelisti, Perugia    | Lube               | 3 - 1 | Tours              | 22-25, 25-20, 25-21, 25-15 |
| 5ª giornata - 10 febbraio 2021 PalaEvangelisti, Perugia   | Sir Safety Perugia | 3 - 0 | Lube               | 25-21, 25-18, 25-21        |
| 6ª giornata - 11 febbraio 2021 PalaEvangelisti, Perugia   | Lube               | 3 - 0 | Arkas              | 25-0, 25-0, 25-0           |

#### Fase a eliminazione diretta
| Quarti di finale (andata) - 24 febbraio 2021 PalaCivitanova, Civitanova Marche | Lube  | 1 - 3 | ZAKSA | 23-25, 25-14, 21-25, 21-25            |
| Quarti di finale (ritorno) - 3 marzo 2021 Hala Azoty, Kędzierzyn-Koźle         | ZAKSA | 0 - 3 | Lube  | 22-25, 24-26, 24-26 Golden set: 16-14 |

## Statistiche

### Statistiche di squadra
| Competizione        | Punti | In casa | In casa | In casa | In trasferta | In trasferta | In trasferta | Totale | Totale | Totale |
| Competizione        | Punti | G       | V       | P       | G            | V            | P            | G      | V      | P      |
| ------------------- | ----- | ------- | ------- | ------- | ------------ | ------------ | ------------ | ------ | ------ | ------ |
| Superlega           | 51    | 16      | 12      | 4       | 16           | 14           | 2            | 32     | 26     | 6      |
| Coppa Italia        | -     | 1       | 1       | 0       | 0            | 0            | 0            | 3      | 3      | 0      |
| Supercoppa italiana | -     | 1       | 1       | 0       | 1            | 0            | 1            | 3      | 1      | 2      |
| Champions League    | 15    | 1       | 0       | 1       | 1            | 1            | 0            | 6      | 4      | 2      |
| Totale              | -     | 19      | 14      | 5       | 18           | 15           | 3            | 44     | 34     | 10     |

G = partite giocate; V = partite vinte; P = partite perse

### Statistiche dei giocatori
| Giocatore     | Superlega | Superlega | Superlega | Superlega | Superlega | Coppa Italia | Coppa Italia | Coppa Italia | Coppa Italia | Coppa Italia | Supercoppa italiana | Supercoppa italiana | Supercoppa italiana | Supercoppa italiana | Supercoppa italiana | Champions League | Champions League | Champions League | Champions League | Champions League | Totale | Totale | Totale | Totale | Totale |
| Giocatore     | P         | PT        | AV        | MV        | BV        | P            | PT           | AV           | MV           | BV           | P                   | PT                  | AV                  | MV                  | BV                  | P                | PT               | AV               | MV               | BV               | P      | PT     | AV     | MV     | BV     |
| ------------- | --------- | --------- | --------- | --------- | --------- | ------------ | ------------ | ------------ | ------------ | ------------ | ------------------- | ------------------- | ------------------- | ------------------- | ------------------- | ---------------- | ---------------- | ---------------- | ---------------- | ---------------- | ------ | ------ | ------ | ------ | ------ |
| S. Anzani     | 30        | 216       | 143       | 64        | 9         | 3            | 11           | 7            | 4            | 0            | 3                   | 29                  | 18                  | 11                  | 0                   | 5                | 29               | 20               | 7                | 2                | 41     | 285    | 188    | 206    | 11     |
| F. Balaso     | 30        | 0         | 0         | 0         | 0         | 3            | 0            | 0            | 0            | 0            | 3                   | 0                   | 0                   | 0                   | 0                   | 5                | 0                | 0                | 0                | 0                | 41     | 0      | 0      | 0      | 0      |
| L. De Cecco   | 30        | 39        | 13        | 12        | 14        | 3            | 3            | 3            | 0            | 0            | 3                   | 3                   | 1                   | 1                   | 1                   | 5                | 8                | 4                | 2                | 2                | 41     | 53     | 21     | 15     | 17     |
| E. Diamantini | 11        | 32        | 25        | 7         | 0         | 1            | 0            | 0            | 0            | 0            | 1                   | 1                   | 1                   | 0                   | 0                   | 3                | 1                | 1                | 0                | 0                | 16     | 34     | 27     | 7      | 0      |
| M. Falaschi   | 16        | 5         | 0         | 3         | 2         | 1            | 0            | 0            | 0            | 0            | 2                   | 0                   | 0                   | 0                   | 0                   | 1                | 0                | 0                | 0                | 0                | 20     | 5      | 0      | 3      | 2      |
| J. Hadrava    | 26        | 36        | 28        | 6         | 2         | 3            | 3            | 3            | 0            | 0            | 3                   | 9                   | 5                   | 2                   | 2                   | 4                | 1                | 1                | 0                | 0                | 36     | 49     | 37     | 8      | 4      |
| O. Juantorena | 31        | 435       | 358       | 29        | 48        | 3            | 36           | 31           | 1            | 4            | 3                   | 41                  | 38                  | 3                   | 0                   | 5                | 74               | 65               | 3                | 6                | 42     | 586    | 492    | 36     | 58     |
| J. Kovář      | 25        | 50        | 40        | 10        | 0         | 3            | 2            | 2            | 0            | 0            | 3                   | 1                   | 1                   | 0                   | 0                   | 4                | 1                | 0                | 1                | 0                | 35     | 54     | 43     | 11     | 0      |
| J. Larizza    | 4         | 4         | 2         | 2         | 0         | 0            | 0            | 0            | 0            | 0            | 0                   | 0                   | 0                   | 0                   | 0                   | 0                | 0                | 0                | 0                | 0                | 4      | 4      | 2      | 2      | 0      |
| Y. Leal       | 29        | 418       | 342       | 38        | 38        | 3            | 40           | 31           | 6            | 3            | 3                   | 51                  | 39                  | 6                   | 6                   | 5                | 66               | 58               | 4                | 4                | 40     | 575    | 470    | 54     | 51     |
| A. Marchisio  | 19        | 0         | 0         | 0         | 0         | 2            | 0            | 0            | 0            | 0            | 0                   | 0                   | 0                   | 0                   | 0                   | 3                | 0                | 0                | 0                | 0                | 24     | 0      | 0      | 0      | 0      |
| K. Rychlicki  | 32        | 452       | 391       | 32        | 29        | 3            | 40           | 34           | 4            | 2            | 3                   | 33                  | 29                  | 1                   | 3                   | 5                | 63               | 52               | 5                | 6                | 43     | 588    | 506    | 42     | 40     |
| R. Simón      | 30        | 378       | 247       | 74        | 67        | 3            | 34           | 17           | 14           | 3            | 3                   | 40                  | 26                  | 6                   | 8                   | 5                | 49               | 34               | 4                | 11               | 41     | 501    | 324    | 98     | 89     |
| M. Yant       | 16        | 51        | 41        | 3         | 7         | 2            | 9            | 7            | 2            | 0            | 3                   | 0                   | 0                   | 0                   | 0                   | 4                | 3                | 3                | 0                | 0                | 25     | 63     | 51     | 5      | 7      |

P = presenze; PT = punti totali; AV = attacchi vincenti; MV = muri vincenti; BV = battute vincenti